# Sebastiano Di Luciano
Sebastiano Di Luciano (Siracusa, 3 luglio 1992) è un pallanuotista italiano, attaccante dell'Ortigia.
Cresce nel Circolo Canottieri Ortigia, squadra della sua città natale e con cui firma il suo primo contratto da professionista. Nel 2023 è finalista in Coppa italia. 

## Palmarès

### Club
- Serie A2: 1

Circolo Canottieri Ortigia 2014-2015